# Avro Manchester
Avro Manchester – brytyjski ciężki, dwusilnikowy samolot bombowy, użytkowany w czasie II wojny światowej przez dywizjony bombowe i ochrony wybrzeża Royal Air Force. Produkowany przez A.V.Roe and Company Limited pod oznaczeniem fabrycznym Avro 679 Manchester. Maszyna nie należała do udanych ze względu na zastosowanie niedopracowanych, zawodnych i posiadających zbyt małą moc silników, ale stała się prekursorem Avro Lancaster, jednego z najlepszych bombowców II wojny światowej.

## Historia
Samolot Avro Manchester powstał jako propozycja przedsiębiorstwa Avro na bombowiec spełniający specyfikację Ministerstwa Lotnictwa P.13/36 przedstawioną w 1936 roku i dotyczącą budowy dwusilnikowego ciężkiego bombowca napędzanego 24-cylindrowymi silnikami w układzie X Rolls-Royce Vulture. Zgodnie z wymaganiami nowy ciężki bombowiec miał posiadać sześcioosobową załogę i przenosić ładunek 5442 kg bomb różnych wagomiarów, jedną bombę o wagomiarze 3628 kg lub 2 torpedy. Jednym z wymogów było przystosowanie bombowca do startu z lotniska przy wspomaganiu naziemnej katapulty startowej skracającej rozbieg, dzięki czemu ładunek bomb miał wynosić 3629 kg, a zasięg maszyny z takim ładunkiem 3629 km, lub 4827 km z ładunkiem 1814 kg. Wymagano również zdolności maszyny do ataku z lotu nurkowego pod kątem 30°. Załoga Manchestera miała składać się z czterech osób: dwóch pilotów, radiooperatora i strzelca nazywanego Master Gunner obsługującego zdalnie sterowane wieżyczki strzeleckie. Ponadto drugi pilot miał pełnić funkcję nawigatora, bombardiera i przedniego strzelca. Koncepcja ta nie sprawdziła się i ostatecznie załogę stanowiło 6 do 7 osób.
Do konkursu zaproszono osiem wytwórni: Avro, Boulton Paul, Bristol, Fairey, Handley Page, Hawker, Short i Vickers z których wyłoniono dwie Avro i Handley Page.
W momencie opracowywania oceniano, że nominalna moc silnika Vulture osiągnie 1700 KM, ale w rzeczywistości moc ta wahała się w granicach 1480 – 1500 KM. Pierwszy prototyp Manchestera oznaczony jako L7246 został oblatany 25 lipca 1939 roku. Wytwórnia Handley Page postanowiła zwiększyć liczbę silników do czterech słabszych, ale bardziej niezawodnych typu Rolls-Royce Merlin, co ze względu na niedotrzymanie specyfikacji dyskwalifikowało ich z udziału w konkursie. Opracowany przez Handley Page bombowiec stał się pierwowzorem kolejnej znakomitej konstrukcji tego przedsiębiorstwa Halifax.
Wytwórnia Avro kontynuowała prace nad swoją maszyną napędzanymi słabymi silnikami Vulture, chociaż rozważano zastosowanie również innych jednostek napędowych przedsiębiorstw Napier i Bristol. Loty testowe pierwszego prototypu  dowiodły istnienia szeregu wad tak przegrzewających się silników, jak i samej maszyny, która miała zbyt niską prędkość wznoszenia, zbyt długi rozbieg i słabą stateczność podłużną. Również masa własna jeszcze przed zamontowaniem uzbrojenia była znacznie wyższa od zakładanej. Prototyp po serii prób, z których jedna zakończyła się lądowaniem awaryjnym bez podwozia, została przekazana do ośrodka badawczego w Farnborough w celu przetestowania lotniskowej katapulty startowej. Testy wykazały jej nieprzydatność, dlatego zaprzestano rozwoju katapulty.
Drugi prototyp (L7247) w pełni wyposażony i uzbrojony został oblatany 26 maja 1940 roku. W porównaniu z prototypem posiadał szereg zmian takich jak zwiększona rozpiętość skrzydeł z 25,04 do 27,46 m, oraz zainstalowany na grzbiecie trzeci statecznik mający zwiększyć stateczność podłużną, a lotki zostały wymienione z metalowych na kryte płótnem. Seryjne silniki Vulture I osiągały już zakładaną moc i charakteryzowały się znacznie stabilniejszą pracą. Uzbrojenie obronne stanowiło 6 karabinów maszynowych kal. 7,7 mm (.303 cala), zainstalowanych w trzech obrotowych wieżyczkach strzeleckich typu Frazer-Nash na dziobie, w ogonie i pod kadłubem. Ostatecznie podkadłubowa wieża została przeniesiona na grzbiet maszyny. Wyniki prób drugiego prototypu były na tyle dobre, że 1 lipca 1937 Ministerstwo Lotnictwa zamówiło pierwszą partię 200 samolotów oznaczonych jako Manchester Mk I, zwiększając później zamówienie do 400 egzemplarzy, a docelowo planowano zakup 1200 maszyn. Realizacją zamówienia miały się zająć oprócz macierzystej wytwórni Avro także zakłady Metro-Vick, Fairey i Armstrong-Whitworth.

### Manchester Mk IA
W międzyczasie w wyniku dużych strat lotnictwa aliantów podczas walk we Francji i Bitwy o Anglię, wytwórnie brytyjskie skupiły się na produkcji myśliwców odkładając na dalszy plan zarówno rozwój silników Vulture, jak i opracowywanie nowych typów bombowców. Rozwijany w tym samym czasie projekt czterosilnikowego bombowca przedsiębiorstwa Avro również zwolnił tempa. Opracowana i przebadana w tunelu aerodynamicznym część ogonowa nowej maszyny z dwoma statecznikami pionowymi, charakteryzowała się doskonałymi parametrami, dlatego postanowiono zastosować ją w bombowcu Manchester. Testy dowiodły znaczącej poprawy własności lotnych maszyny, dlatego nowe usterzenie zaczęto montować seryjnie, a oznaczenie samolotu zmieniono na Manchester Mk IA. W późniejszym okresie do wersji Mk IA przebudowano także 43 maszyny Mk I.

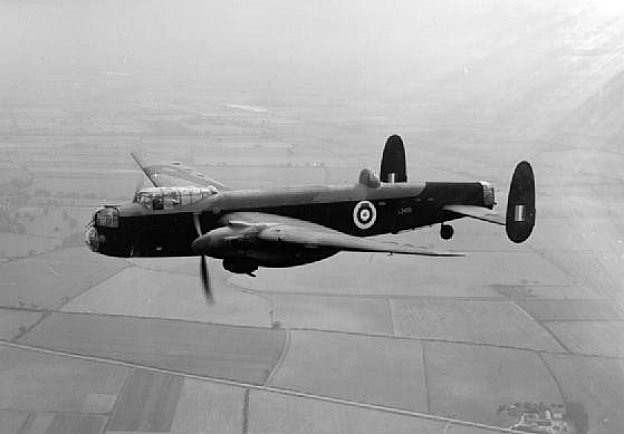
Avro Manchester Mk IA

### Uzbrojenie pokładowe
Początkowo uzbrojenie strzeleckie miało stanowić 6 karabinów maszynowych Vickers kalibru 7,7 mm zamontowanych w zdalnie sterowanych przez strzelca pokładowego wieżyczkach na dziobie i ogonie maszyny. Podczas testów zdecydowano się na wzmocnienie obronnego uzbrojenia strzeleckiego poprzez dodanie kolejnych wieżyczek na grzbiecie i wysuwanej pod kadłubem. Zwiększono również do 4 liczbę karabinów w ogonowym stanowisku strzeleckim. Zamiast Master Gunnera w skład załogi wszedł nawigator i dwóch strzelców pokładowych. Po wprowadzeniu maszyn do jednostek często demontowano podkadłubową wieżyczkę, aby zmniejszyć masę maszyny. Rzadziej demontowano również stanowisko grzbietowe, które ze względu na niesymetryczny kształt sprawiało znaczne problemy ze statecznością maszyny podczas obrotów wieżyczki.

### Wersje rozwojowe Manchestera
Ze względu na problemy z silnikami Vulture powstały projekty wersji rozwojowych samolotu z innymi jednostkami napędowymi:
- Manchester Mk II – wyposażony w silniki Napier Sabre I (nie zbudowano żadnego egzemplarza)
- Manchester Mk IIA – wyposażony w silniki Bristol Centaurus XI (nie zbudowano żadnego egzemplarza)
- Manchester Mk III – wersja z czterema silnikami Rolls-Royce Merlin X i wydłużonymi skrzydłami, rozwijana później jako Avro Lancaster.

Sukces Lancasterów spowodował, że produkcję Manchesterów przerwano w listopadzie 1941 r., po zbudowaniu 200 egzemplarzy seryjnych oraz 2 prototypów. Samolot budowany był w zakładach Newton Heath i Woodford w hrabstwie Cheshire – 151 egz. (L7276-7325, 7373-7398, 7417-7434, 7453-7497 i 7515-7526), 43 w Metrovicka (R5768-5797 i 5829-5841) oraz 6 w Rollaston Aviation Co. z Tollerton (L7399-7402 i 7415-7416).

## Użycie bojowe
Pierwszy seryjny Manchester dotarł od 207. Dywizjonu Bombowego 6 listopada 1940 roku. Maszyny te pełniły służbę w jednostkach liniowych do czerwca 1942 roku, kiedy zastąpiono je Lancasterami.
Pierwszą akcją bojową był atak bombowców z 207. dywizjonu na niemieckie okręty w porcie Brest w nocy z 24 na 25 lutego 1941 roku. Pod koniec 1941 roku Manchestery brały udział w nalotach bombowych na Niemcy, częściej jednak były przydzielane do ataków na okręty niemieckie w portach nad kanałem La Manche. W lutym 1942 Manchestery brały udział w poszukiwaniach niemieckich pancerników Scharnhorst i Gneisenau przepływających przez La Manche. Ostatnią wyprawą samolotu tego typu był nalot na Bremę w nocy z 25 na 26 czerwca 1942, w której brał udział pojedynczy Manchester z dywizjonu 83. W sumie Manchestery wykonały 1269 lotów bojowych, zrzucając 1885 ton ładunków bojowych.
W Manchestery wyposażono nocne dywizjony bombowe o numerach 49, 50, 57, 61, 83, 97, 106, 207, 408 i 420, oraz 144 dywizjon obrony wybrzeża.